# 奇佩夫冰原島峰

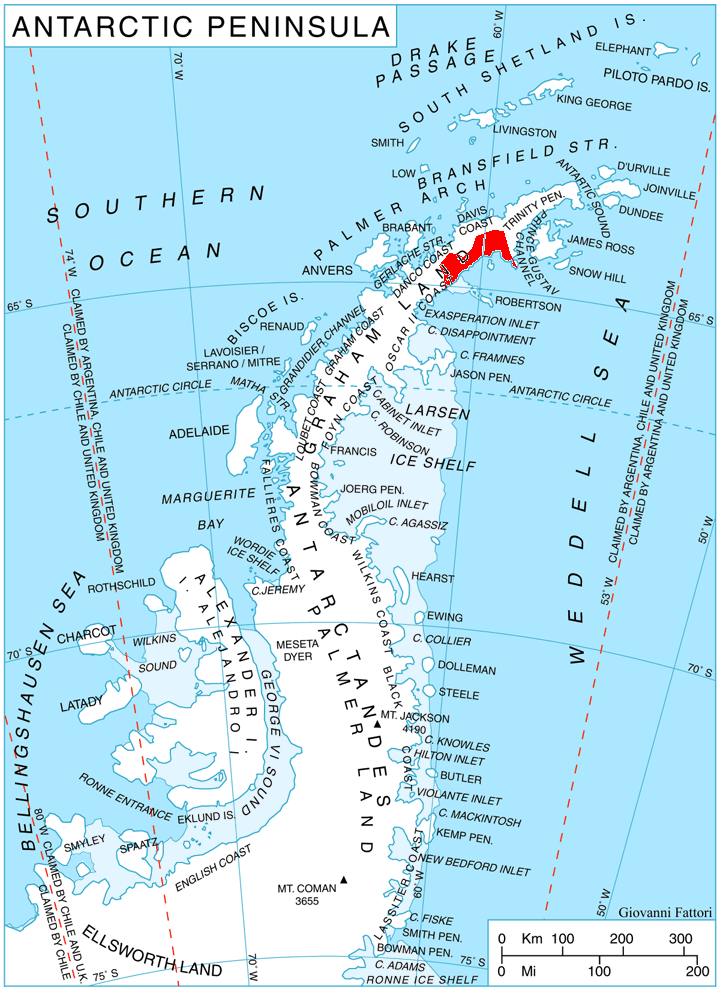

奇佩夫冰原島峰是南極洲的冰原島峰，位於葛拉漢地，處於科普里瓦峰以南3.6公里、多倫峰西北面8.1公里和特拉韋峰以東6.92公里，長2.9公里，海拔高度800米。
64°16′34″S 59°46′33″W / 64.27611°S 59.77583°W

## 外部連結
- Chipev Nunatak.（页面存档备份，存于） SCAR Composite Antarctic Gazetteer.